# Bruxelles-Thủ đô (huyện)
Huyện Bruxelles-Thủ đô (tiếng Pháp: Arrondissement de Bruxelles-Capitale; tiếng Hà Lan: Arrondissement Brussel-Hoofdstad; tiếng Đức: Verwaltungsbezirk Brüssel-Hauptstadt) là huyện hành chính duy nhất ở vùng thủ đô Bruxelles của Bỉ. Do đây là huyện hành chính duy nhất của vùng Bruxelles, huyện và vùng này có lãnh thổ trùng nhau.
Huyện này không thuộc tỉnh nào của Bỉ do vùng thủ đô Bruxelles là một đơn vị hành chính đặc biệt.
Huyện này được chia thành 19 đô thị, trong đó Thành phố Bruxelles lớn và đông dân nhất.